# Église Saint-Blaise de Viuz-en-Sallaz
L'église de Viuz-en-Sallaz est une église catholique, située en Haute-Savoie, sur la commune de Viuz-en-Sallaz. L'église est placée sous le patronage de saint Blaise.

## Historique
Une ancienne église du XVIe siècle est reconstruite en 1832. Elle possédait des reliques du saint en 1646.
En 1832, un projet pour une nouvelle église est adoptée. Celui-ci proposant une vaste église porche est l'œuvre de l'annécien Camille Ruphy, selon Paul Guichonnet (on trouve également Th. Ruphy). Selon la mode venue de Turin, il s'agissait avant tout de faire du grandiose en s'inspirant des monuments laissés par les romains. Elle fut conçue pour abriter 2 000 personnes. 
Plusieurs artistes piémontais participent à la décoration de l'église. Les peintres Tomasso et Giuseppe Magni réalisent des peintures en trompe-l'œil. Deux grandes fresques représentent deux épisodes de la vie de Saint-Blaise : la guérison d'un enfant ayant avalé une arête de poisson et la martyre du saint. Une apothéose de saint Blaise est due aux artistes originaires de la Valsesia, Giuseppe Antonio et Lorenzo Avondo. De même que Ferraris participera à l'élaboration des décorations.
L'église est consacrée par l'évêque d'Annecy, Pierre-Joseph Rey, en 1837.
L'édifice est inscrit au titre des monuments historiques en 2015.

## Les cloches
L'église de Viuz abrite trois cloches annonçant les offices et rythmant la vie du village :
- La grosse, Michel-Elisa, pèse un peu moins de 2 tonnes, 1,5m de diamètre, sonne le Ré Bémol 3.

```
MICHEL ÉLISA EST MON NOM. JE SUIS DÉDIÉE A LA Ste VIERGE ET A St JOSEPH PAR Mr L'AVOCAT MICHEL DUFOUR. MARRAINE Mme ELISA RUPHY SA FILLE. 
LA FABRIQUE DE L'EGLISE PAROISSALE DE St BLAISE COMMUNE DE VIUZ EN SALLAZ M'A FAIT REFONDRE ET AUGMENTER. 
Rd TOURNIER ARCHIPRETRE DE CANTON; CURE  MM DELETRAN ROMAIN ET FAVRE JOSEPH ATHANASE VICAIRE; Mr GAVARD JEAN MAIRE DE LA COMMUNE. 
SOUS LE PONTIFICAT DE PIE IX ET L’ÉPISCOPAT DE MONSEIGNEUR MAGNIN (1863). 

PACCARD FRÈRES FONDEURS
 A ANNECY LE VIEUX (1863).
```

- La moyenne, Marie-Péronne, pèse 650 kilos pour 0,97m de diamètre, sonne le La Bémol 3.

```
PAROISSE DE St BLAISE, COMMUNE DE VIUZ EN SALLAZ. MARIE PERONNE EST MON NOM. 
JE SUIS DÉDIÉE A LA Ste VIERGE ET A St PIERRE.      
J'AI DEUX SŒURS NÉES ET BAPTISÉES LE MÊME JOUR QUE MOI EN 1863. 
PARRAIN CLAUDE MARIE MERCIER TAUCONNET. MARRAINE MME PELLET PERONNE SA FEMME. 
PACCARD FRÈRES FONDEURS A ANNECY LE VIEUX (1863).
```

- La petite, cloche des Angelus se nomme Charles-Thérèse pèse 250 kilos, 0,74cm de diamètre et sonne le Do 4.

```
PAROISSE DE St BLAISE COMMUNE DE VIUZ EN SALLAZ. CHARLES THÉRÈSE EST MON NOM. 
JE SUIS DÉDIÉE A St BLAISE. 
PARRAIN CHARLES JOSEPH MARIE DUPRAZ AGE DE 11 ANS. MARRAINE THÉRÈSE MARIE CAROLINE SA SŒUR ÂGÉE DE 8 ANS JE SUIS LA CADETTE DE DEUX SŒURS NÉES L'AN 1863. 
PACCARD FRÈRES FONDEURS A ANNECY LE VIEUX (1863).
```

Ces 3 cloches ont été coulées ensemble chez Paccard à Annecy-le-Vieux, et ont été électrifiées pour sonner en volée et tintement l'an 1953.

## Vénération
Saint Blaise est vénéré le 3 février. Il y avait à cette occasion une foire avec la vente d'animaux et des productions locales. On vend d'ailleurs à cette occasion un gâteau spécial appelé « Spong de Saint Blaise » ou « épougnes ».

## Galerie

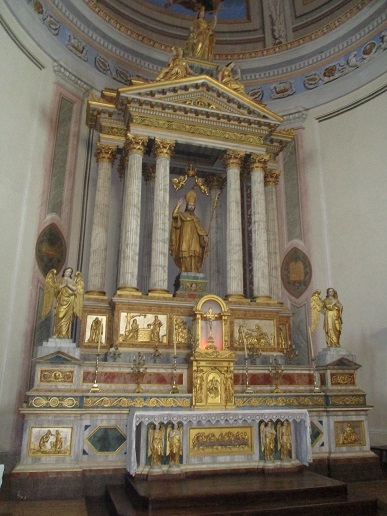
Le retable
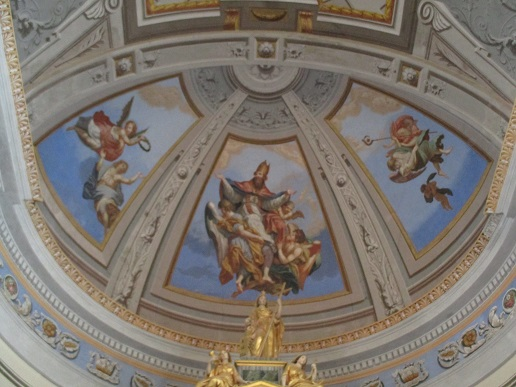
La fresque
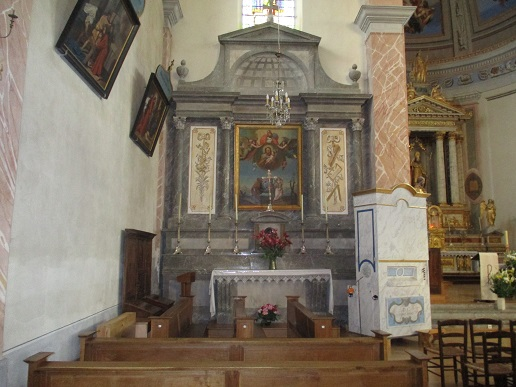
La chapelle gauche
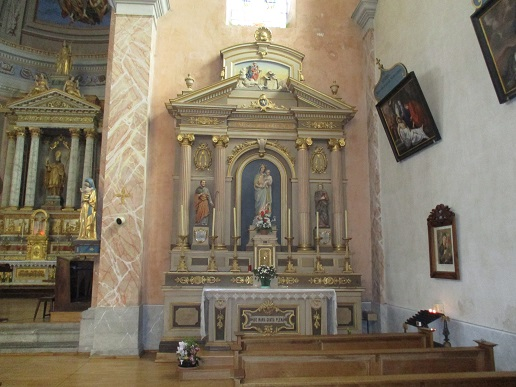
La chapelle droite
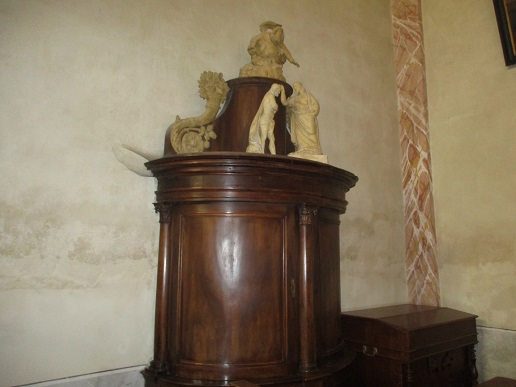
Le baptistère
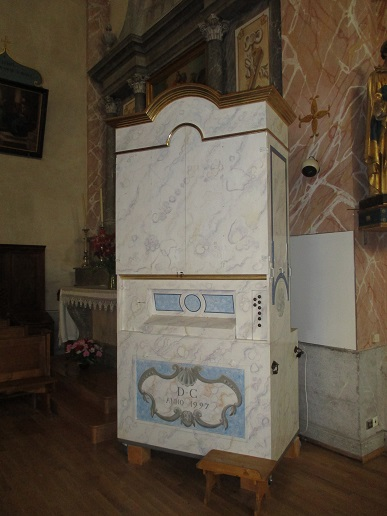
L'orgue